# Gontaud-de-Nogaret
Gontaud-de-Nogaret is een gemeente in het Franse departement Lot-et-Garonne (regio Nouvelle-Aquitaine). De plaats maakt deel uit van het arrondissement Marmande. Gontaud-de-Nogaret telde op 1 januari 2022 1.641 inwoners.

## Geografie
De oppervlakte van Gontaud-de-Nogaret bedroeg op 1 januari 2022 29,51 vierkante kilometer; de bevolkingsdichtheid was toen 55,6 inwoners per km².

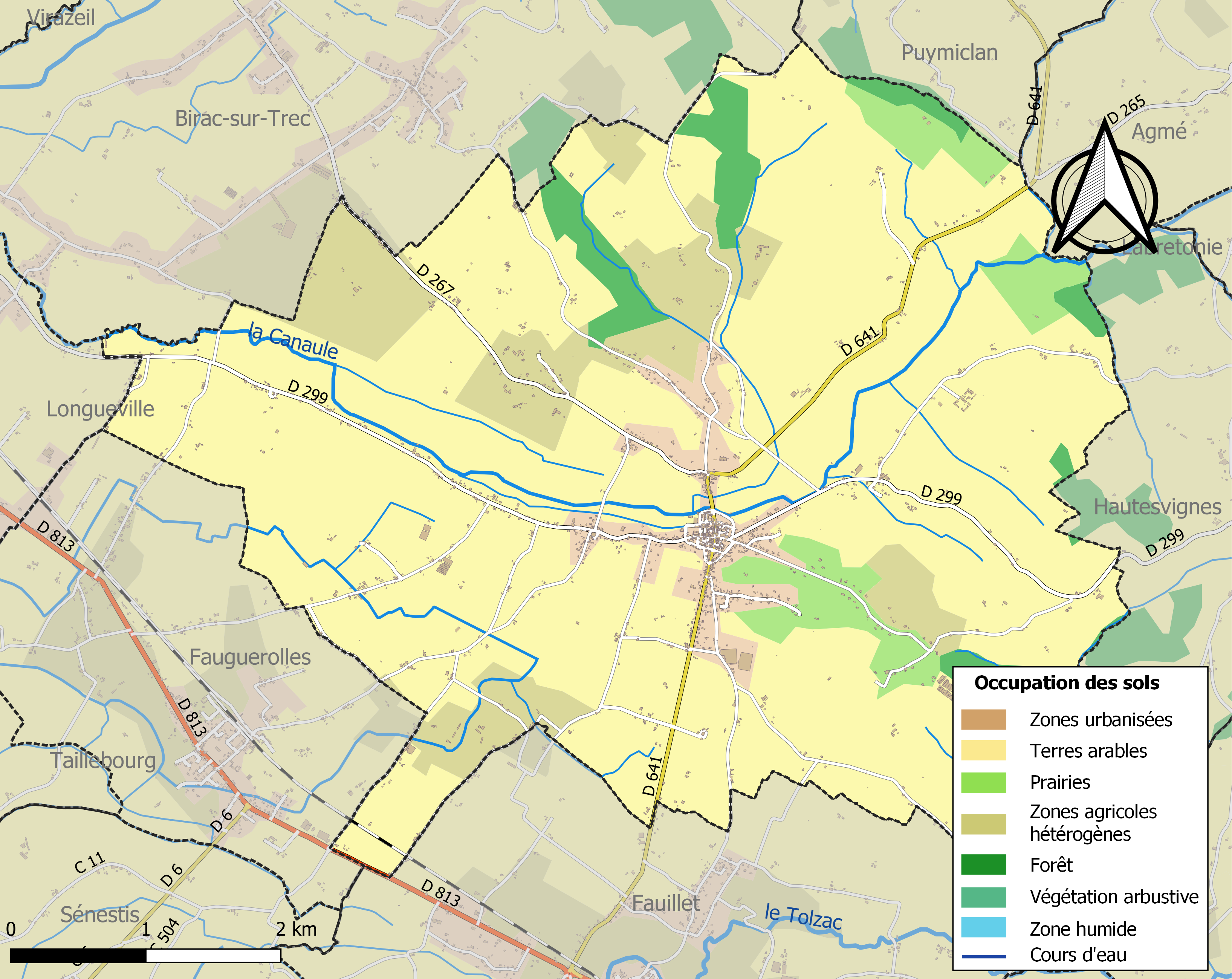
Kaart van de gemeente met de belangrijkste infrastructuur, bodemgebruik en omliggende gemeenten

## Demografie
Onderstaande figuur toont het verloop van het inwonertal (bron: INSEE-tellingen).